# Egbertha (schip, 1930)
De EGBERTHA is een geklonken varend monument met een geschiedenis. Als sleepboot heeft het schip tot 1985 beroepsmatig sleepdiensten verricht en is daarna rondvaarten gaan verzorgen. 
Het arrest Sleepboot Egbertha komt voorbij als in rechtszaken een eigendomsvoorbehoud aan de orde is. Het is voor studenten Nederlands recht verplichte stof. 

## Het schip
De eerste eigenaar van de sleepboot kreeg een probleem toen hij de hypotheek niet meer kon aflossen. Zomer 1936 ging daardoor de eigendom van het schip over op de hypotheeknemer, de NV Maatschappij voor administratie Geldermalsen N.V. in Geldermalsen. Hij kon echter wel zijn bedrijf blijven uitoefenen, omdat hij van de maatschappij het schip drie jaar kon huren. In die periode werd voldoende verdiend om met hulp van een extra hypotheek de boot door Hermanus Cornelis van Gelderen Junior in 1938 te kunnen laten terugkopen. In 1954 kreeg ook Goossen van Gelderen de helft van het schip in eigendom. Na de Tweede Wereldoorlog verwisselde de sleper vele malen van eigenaar. Het schip heeft vanaf 2020 een Duitse eigenaar, maar vaart onder Nederlandse vlag.  

## De motor
In het geding was de eigendom van de motor van de sleepboot. De werf plaatste in 1930 een Stork-Hesselman diesel van 180 epk met motornummer 3393, waarbij werd bepaald, dat de motor het eigendom van Stork zou blijven, zolang de motor niet volledig zou zijn afbetaald. Het lukte Van Gelderen niet om de hypotheek van de NV Maatschappij voor administratie Geldermalsen te Geldermalsen voldoende af te lossen en die liet in 1934 executoriaal beslag leggen. Maar de NV Machinefabriek Gebroeders Stork & Co. N.V. kwam daartegen in verzet omdat de motor nog niet was afbetaald. Er volgden uitspraken van de rechtbank en het hof, uiteindelijk besliste de Hoge Raad in 1936 dat in het rechtsverkeer een voortbewegingswerktuig, ingebouwd in en verbonden aan een sleepboot als een wezenlijk bestanddeel van het schip wordt beschouwd en dat de Rechtbank terecht heeft geoordeeld, dat Geldermalsen op dit schip in zijn geheel recht van hypotheek heeft verkregen, en daarom aan Stork de vorderingen heeft ontzegd. 

## Liggers Scheepmetingsdienst[2]
| Meetnummer | District en volgnr. | Meetdatum        | Meetplaats | Lengte [m] | Breedte [m] | Inzinking [m] | Waterverplaatsing [ton] | Naam     | Eigenaar | Domicilie |
| ---------- | ------------------- | ---------------- | ---------- | ---------- | ----------- | ------------- | ----------------------- | -------- | -------- | --------- |
| R7960N     | Rotterdam           | 13 december 1930 | Rotterdam  | 18,42      | 4,66        | –             | 20,559                  | EGBERTHA | -        | -         |
| R27233N    | Rotterdam           | 10 augustus 1962 | -          | 18,42      | 4,66        | 1,86          | 15,013                  | EGBERTHA | -        | -         |
| RN4409     | Rotterdam           | 11 april 1985    | –          | 18,18      | 4,50        | 1,86          | 15,207                  | GAMMA    | -        | -         |